# Yemenite Songs
Yemenite Songs – ósmy solowy album Ofry Hazy, wydany w roku 1984. Na albumie znalazły się tradycyjne pieśni żydowskie i teksty pochodzące z poezji Shaloma Shabazi. Na różnych wydaniach albumu, w różnych krajach piosenki na płycie różnią się kolejnością, a tytuły zapisem w alfabecie łacińskim.

## Lista utworów
- Im Nin' Alu
- Yachilvi Veyachali
- A'Salk
- Tzur Menati / Se'i Yona / Sapri Tama
- Galbi
- Ode Le'Eli
- Lefelach Harimon
- Ayelet Chen